# Ryan Mmaee
Ryan Yacine Mmaee A’Nwambeben Kabir (arabisch ريان ماي, DMG Rayyān Māy; * 1. November 1997 in Geraardsbergen, Belgien) ist ein marokkanisch-belgischer Fußballspieler.

## Karriere

### Verein
Er spielte in der Jugend zuerst unter anderem für KAA Gent und wechselte zur Saison 2013/14 in die U17 von Standard Lüttich. Von dort ging er weiter in die U21 über und zur Saison 2015/16 auch fest in die erste Mannschaft. Hiervon wurde er über den Verlauf der Saison 2017/18 zu SK Beveren verliehen. Zur folgenden Spielzeit ging es noch einmal weiter per Leihe nach Dänemark zu Aarhus GF. Nach der Spielzeit 2018/19 endete dann sein Vertrag bei Standard, womit er ohne Vertragsverlängerung erst einmal ohne Klub dastand.
Im September fand er mit AEL Limassol dann schlussendlich eine neue Mannschaft, wo er auch bis zum Ende der Spielzeit 2020/21 aktiv war. Seitdem ist er in Ungarn bei Ferencváros Budapest unter Vertrag. Mit diesen wurde er bislang einmal Meister und Pokalsieger.
Im Sommer 2023 wechselte er nach England zu Stoke City in die EFL Championship. Im September 2024 wurde er an den österreichischen Bundesligisten SK Rapid Wien verliehen. Für Rapid kam er verletzungsbedingt aber nie zum Zug, woraufhin die Leihe im Februar 2025 vorzeitig beendet wurde.

### Nationalmannschaft
Seinen ersten bekannten Einsatz für die marokkanische A-Nationalmannschaft hatte er am 31. August 2016 bei einem 0:0-Freundschaftsspiel gegen Albanien zum Einsatz. Hier wurde er in der 78. Minute für Aziz Bouhaddouz eingewechselt. Danach kam er einige Male während der Qualifikation für die Weltmeisterschaft 2022 zum Einsatz und war auch mit Spielzeit beim Afrika-Cup 2022 aktiv.